# 渡瀬村 (群馬県)

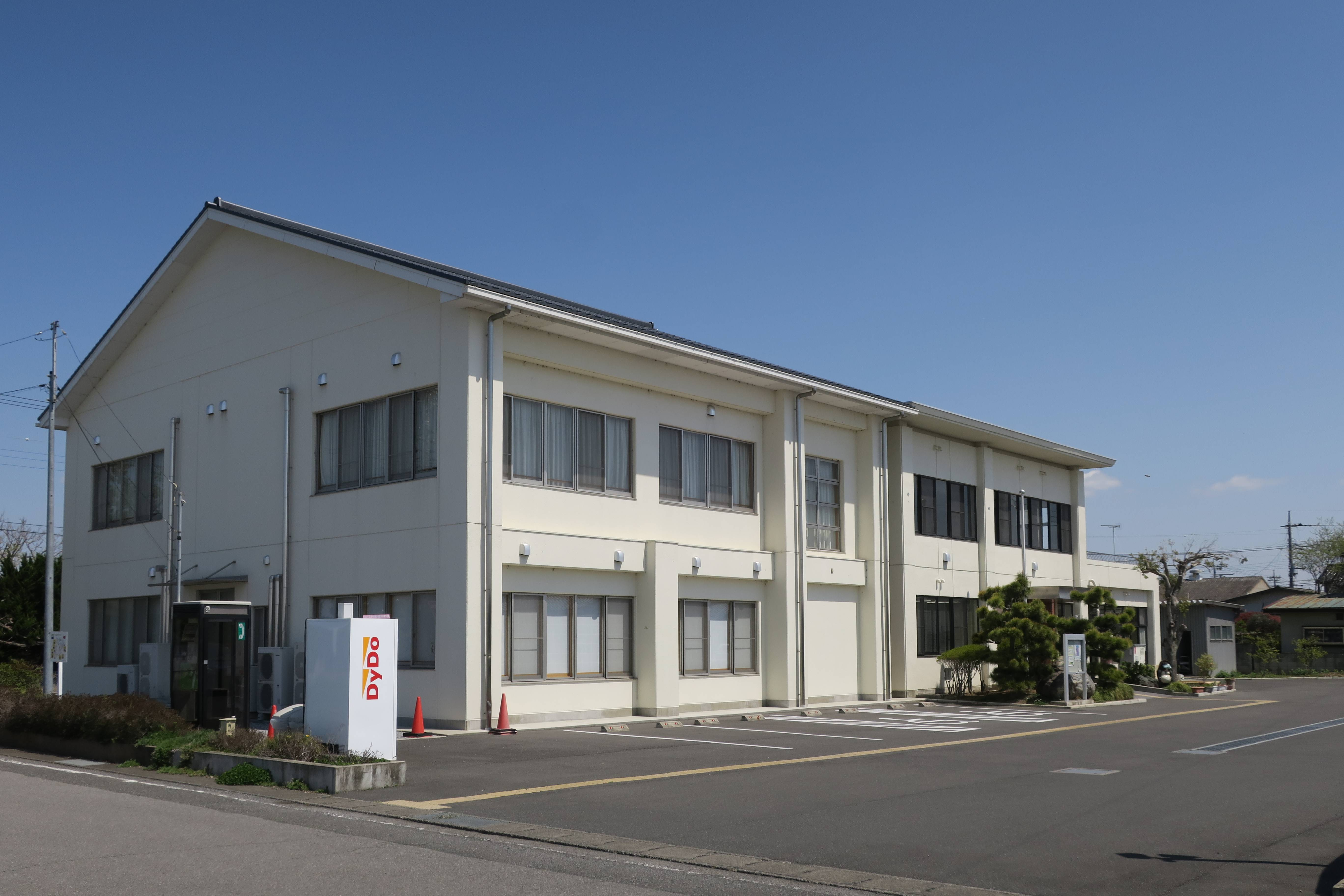
渡瀬公民館

渡瀬村（わたらせむら）は群馬県の南東部、邑楽郡に属していた村。現在の館林市北部、渡瀬地区にあたる。

## 地理
- 河川：渡良瀬川

## 歴史
- 1889年（明治22年）4月1日 - 町村制施行により、周辺6村（足次村、岡野村、傍示塚村、上早川田村、下早川田村、大新田村）が合併し渡瀬村が成立する。
- 1954年（昭和29年）4月1日 - 周辺1町6村（館林町、郷谷村、大島村、赤羽村、六郷村、三野谷村、多々良村）と合併し館林市となる。

## 交通
- 東武佐野線
  - 渡瀬駅